# Bourrée

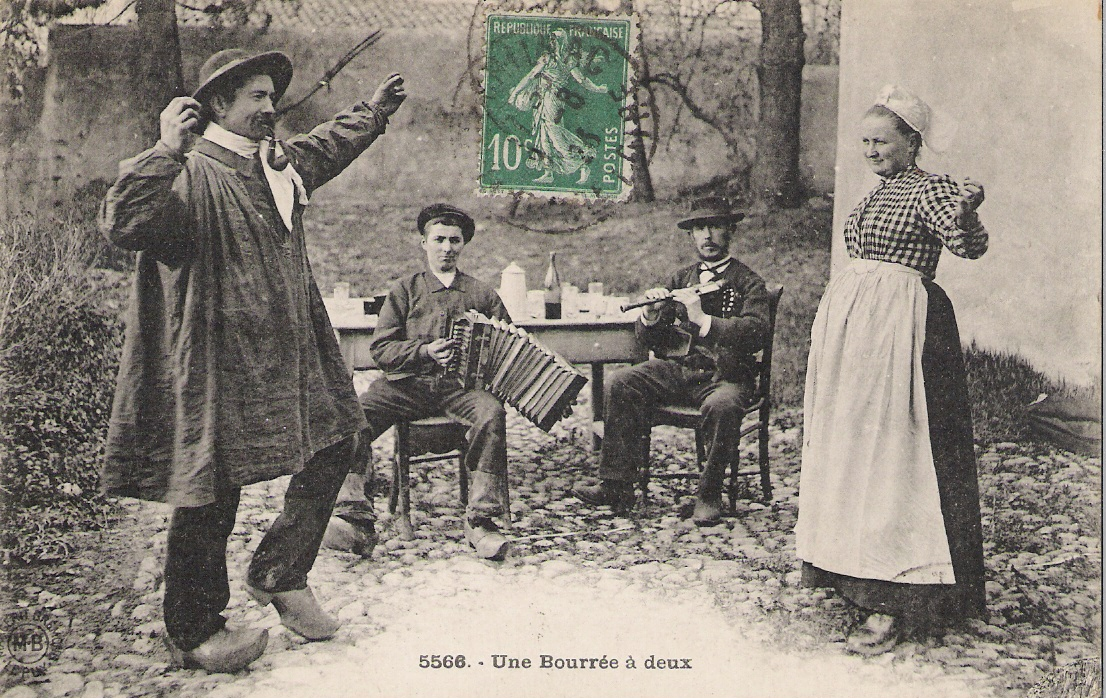
Bourrée

Bourrée é uma dança de origem francesa, comum na província de Auvérnia, e também  na província espanhola de Biscaia, no século XVII. É dançada em dois tempos rápidos e, de alguma forma, assemelha-se à gavotte. Essa forma musical também foi usada por alguns compositores, normalmente como movimento dançante de uma suíte, mas também em peças independentes. A dança sobrevive até os dias de hoje na Auvérnia e tem sido exportada com sucesso para o Reino Unido e outros países.
Marguarida de Navarra, irmã de Carlos IX, introduziu a dança na corte francesa, onde foi uma dança comum até o reinado de Luís XIII.
Frédéric Chopin compôs duas bourrées para o piano. Johann Sebastian Bach escreveu duas pequenas bourrées para o Caderno de Anna Magdalena Bach e o seu contemporâneo Händel escreveu diversas em sonatas para música de câmara. O compositor vitoriano e inglês, Sir Hubert Parry incluiu duas bourrées na suíte Lady Radnor em 1894.
Posteriormente formalizada no balé clássico, bourrée tornou-se uma sequência de passos rápidos e deslizantes, geralmente em ponta ou meia-ponta, sendo uma das sequências  mais usadas no balé. O pas de bourrée é uma sequência rápida de movimentos, muitas vezes executada como preparação para um passo maior. Em uma das versões, começa com a extensão de uma das pernas para trás, enquanto a outra está em demi plié; em seguida, juntam-se as pernas e cruzam-se os pés; separam-se as pernas em segunda posição, com os pés em meia-ponta, e novamente juntam-se as duas pernas, na terceira ou na quinta posição, em demi plié. Há diversas variantesm como o  pas de bourrée piqué, em que se levantam os pés entre os passos.